# Reina Fujie
Reina Fujie (藤江れいな, Fujie Reina, née le 1er février 1994 à Chiba, Japon) est une chanteuse et idole japonaise, membre du groupe de J-pop AKB48 (Team K). Elle débute en 2008 avec la Team A.